# Casuarina Coast Asmat (jezik)
Casuarina Coast Asmat jezik (Kaweinag; asmatski s obale kazuarina; ISO 639-3: asc), jedan od šest asmatskih jezika, transnovogvinejske porodice kojim govori 9000 ljudi (1991 SIL) od rijeke Ewta na sjeveru do rijeke Kuti na jugu, na indonezijskom dijelu Nove Gvineje.
Po najnovijoj klasifikaciji pripada skupini Asmat-Kamoro.
Dva su dijalekta: Matia (5200) i Sapan (Safan; 3400). 

## Vanjske poveznice
- Ethnologue (14th)
- Ethnologue (15th)